# 43 (số)
43 (bốn mươi ba) là một số tự nhiên ngay sau 42 và ngay trước 44.